# Difusión de la responsabilidad
La difusión de la responsabilidad es un fenómeno social que tiende a ocurrir en grupos de personas superiores a un cierto tamaño crítico cuando la responsabilidad no se asigna de forma explícita.
La difusión de la responsabilidad puede manifestarse de dos maneras:
- En un grupo de pares que, por acción o inacción, dejan suceder hechos que nunca permitirían si estuviesen solos (se suele llamar a la acción "mentalidad de masa" y a la inacción efecto espectador.
- En una organización jerárquica, donde, por ejemplo, los eslabones inferiores afirman que sólo seguían órdenes, mientras los supervisores afirman que sólo emitían órdenes, sin hacer realmente nada per se.

Esta óptica es ilustrada por el refrán inglés "Ninguna gota de lluvia cree haber causado el diluvio".

## Ejemplos
- Kitty Genovese, una mujer de Nueva York, fue asesinada cerca de su casa a puñaladas. Más de 30 vecinos de Genovese escucharon sus gritos de ayuda por aproximadamente media hora, pero ninguno la ayudó, al pensar cada uno que algún otro lo haría.
- En los fusilamientos, es tradición dar a uno o más fusileros elegido al azar una bala de salva, mientras los demás reciben balas reales. Esto permite que cada tirador crea que sólo disparó una salva y que otro fusilero disparó efectivamente la bala real.[1]
- Este fenómeno también se aplica a circunstancias mucho más mundanas, como la limpieza y el mantenimiento de elementos o espacios compartidos, o el descuido del trabajo no asignado dentro de organizaciones grandes.

## Usos legales
La segunda definición de la difusión de la responsabilidad fue usada (sin éxito) como defensa legal por muchos de los Nazis enjuiciados en Nuremberg. También se ha usado en otras situaciones, con diversos grados de efectividad.